# 17024 Костелло
17024 Костелло (17024 Costello) — астероїд головного поясу, відкритий 15 березня 1999 року.
Тіссеранів параметр щодо Юпітера — 3,498.